# Instituto Ludwig von Mises Suecia
Instituto Ludwig von Mises Suecia (en sueco Ludwig von Mises - Institutet i Sverige, abreviado en inglés como Mises Sweden, en español Mises Suecia) es un grupo de intelectuales dedicados a divulgar la escuela austriaca y sus teorías económicas, y promover una sociedad basada en los principios libertarios de propiedad privada y asociaciones voluntarias. Entre otras cosas, esta organización se opone a los bancos centrales, la propiedad intelectual y a la intervención militar.
El Instituto Mises Suecia fue fundado en 2009 por Joakim Fagerström y Joakim Kämpe. La organización está inspirada en el trabajo del Instituto Mises de Estados Unidos (fundado en 1982) y el Instituto Mises Brasil (fundado en 2007). Aparte de publicar textos y programas de radio en su sitio web este instituto también ha publicado artículos en SVT Debate, Expressen y Newsmill. Los representantes de la organización imparten conferencias sobre economía y libertarismo en eventos en Suecia y otros países, como en la Escuela de Economía de Estocolmo, el Real Instituto de Tecnología y la Autoridad de Supervisión Financiera de Suecia. También han organizado jornadas de formación en Estocolmo, como Círculo Mises en el Museo de la Ciudad de Estocolmo o el evento independiente Freedomfest en el Gabinete de la Moneda Real.